# Ромуло Кардозу
Ромуло Жозе Кардозу да Круз (порт. Rômulo José Cardoso da Cruz, більш відомий як Ромуло Кардозу; нар. 8 лютого 2002, Маріалва, Бразилія) — бразильський футболіст, нападник турецького клубу «Гезтепе».

## Клубна кар'єра
Народився 8 лютого 2002 року в місті Маріалва, штат Парана. Вихованець футбольної школи клубу «Маринга». На правах оренди перейшов до «Атлетіку Паранаенсі» в липні 2019 року.
За дорослу команду «Атлетіку Паранаенсі» дебютував 6 листопада 2021 року, вийшовши на заміну в другому таймі. 23 січня 2022 року, забив свій перший м'яч на останній хвилині в домашньому матчі Ліги Паранаенсе проти «Парани».
19 лютого 2022 року Ромуло оформив хет-трик у домашньому розгромі над «Сіанорте» з рахунком 5–1.
7 лютого 2024 року перейшов на правах оренди з правом викупу, до турецького клубу «Гезтепе».
10 серпня 2024 року він дебютував у складі «Гезтепе» у матчі Суперліги проти «Антальяспора», гра завершились внічию 0–0. Через тиждень в матчі проти «Фенербахче» Кардозу забив перший гол, гра завершилась результативною нічиєю 2–2.
24 січня 2025 року, клуб «Гезтепе» оголосив, що скористався своїм правом викупу та підписав постійний контракт з Ромуло до 2028 року. За підсумками сезону 2024–25 років, Ромуло увійшов до десятки найкращих бомбардирів турецької Суперліги.

## Титули і досягнення
«Атлетіку Паранаенсі»
- Південноамериканський кубок: 2021
- Ліга Паранаенсе: 2023